# Xã Greenwood, Quận Tripp, South Dakota
Xã Greenwood (tiếng Anh: Greenwood Township) là một xã thuộc quận Tripp, tiểu bang Nam Dakota, Hoa Kỳ. Năm 2010, dân số của xã này là 7 người.